# محافظة يانغو
محافظة يانغو ( يانغو غون ) هي محافظة في مقاطعة غانغوون، كوريا الجنوبية. وبلغ عدد سكانها 24،027 نسمة سنة 2000.

## وصلات خارجية
- الصفحة الرئيسية لحكومة محافظة يانغو